# Смайли, Элизабет
Элизабет (Лиз) Смайли (урожд. Сэйерс — англ. Elizabeth 'Liz' Smylie Sayers; р. 11 апреля 1963, Перт) — австралийская профессиональная теннисистка и спортивный комментатор.
- Победительница Уимблдонского турнира 1985 года в женском парном разряде (с Кэти Джордан); трёхкратная победительница турниров Большого шлема в смешанном парном разряде
- Победительница итогового чемпионата Virginia Slims 1990 года (с Джордан)
- Бронзовый призёр Олимпийских игр 1988 года в женском парном разряде (с Венди Тёрнбулл).

## Личная жизнь
С тех пор, как Элизабет Сэйерс вышла замуж за тренера и игрока Питера Смайли, она выступала под фамилией мужа. У Питера и Элизабет трое детей.
Элизабет Смайли много лет была директором теннисного турнира Australian Women’s Hardcourts в Голд-Косте. Она также ведёт репортажи со спортивных соревнований, в частности, сотрудничая с BBC. В 2000 году она стала пресс-секретарём организационного комитета Олимпийских игр в Сиднее.

## Спортивная карьера

### Начало карьеры: 1980—1984
Лиз Сэйерс сыграла свой первый матч в профессиональном теннисном турнире на Открытом чемпионате Австралии 1980 года. Закончив 1981 год в числе десяти лучших теннисисток-юниорок в мире, в 1982 году она начала профессиональную карьеру. К концу года она занимала седьмое место в рейтинге среди теннисисток Австралии. Её лучшим результатом в первом профессиональном сезоне стал выход в третий круг Открытого чемпионата Франции в паре с Аманд Тобин-Эванс. В феврале следующего года она выиграла свой первый титул в турнирах тура Virginia Slims, победив в Нью-Джерси в паре с Беверли Моулд. На Открытом чемпионате США она завоевала свой первый титул на турнирах Большого шлема в смешанном парном разряде, в паре с Джоном Фицджеральдом. В сентябре в Канзас-Сити она выиграла второй титул в парах и первый — в одиночном разряде. В ноябре на Открытом чемпионате Австралии она стала первой теннисисткой, встретившейся в основной сетке турнира Большого шлема со Штеффи Граф. Проиграв первый сет со счётом 6:1, 14-летняя Штеффи отказалась от дальнейшей борьбы.
В 1984 году Смайли, выступая за сборную Австралии, дошла с ней до финала Кубка Федерации. Во второй половине года она выиграла три турнира в парном разряде, а всего за год восемь раз играла в финале в парах и один раз в одиночном разряде. Кроме того, она дошла с Барбарой Джордан до полуфинала Открытого чемпионата Франции в женских парах, а с Фицджеральдом — до финала Открытого чемпионата США в миксте.

### Пик карьеры: 1985—1989
В 1985 году Смайли добилась высшего успеха в своей карьере в женском парном разряде: с Кэти Джордан она выиграла Уимблдонский турнир, победив в полуфинале посеянных вторыми Клаудию Коде-Кильш и Гелену Сукову, а в финале — лучшую пару мира, Мартину Навратилову и Пэм Шрайвер, в прошлом году ставших обладательницами Большого шлема и одержавших до этого поражения 109 побед подряд. Помимо этого, Смайли выиграла за год ещё шесть турниров Virginia Slims в женском парном разряде (пять из них с Джордан, включая чемпионат WTA среди пар, и один со Шрайвер) и в четырёх финалах проиграла, а с Фицджеральдом дважды выходила в финал турниров Большого шлема (на Уимблдоне и в Нью-Йорке). В одиночном разряде её наиболее удачное выступление в сезоне тоже пришлось на Уимблдон, где она дошла до четвёртого круга, победив по пути посеянную третьей Гану Мандликову.
За 1986 год Смайли выиграла три турнира в парном разряде и ещё дважды проиграла в финалах. На Уимблдоне и Открытом чемпионате США она дошла до четвертьфинала в женских парах (соответственно с Катрин Танвье и Кэти Джордан), а в миксте — до полуфинала Открытого чемпионата США (с Фицджеральдом). На следующий год она выиграла только два титула (оба с Бетси Нагельсен), но ещё шесть раз играла в финалах, в том числе на Уимблдоне и Открытом чемпионате США, а на Открытом чемпионате Франции дошла до четвертьфинала, неудачно сыграв только в своей родной Австралии. В одиночном разряде она показала свой лучший результат на турнирах Большого шлема именно в Австралии,  дойдя до четвертьфинала после побед над соперницами, посеянными под пятнадцатым и четвёртым номерами (Робин Уайт и Геленой Суковой). Сразу после этого она выиграла свой второй титул за карьеру в одиночном разряде, победив двух соперниц из первой двадцатки рейтинга, и к сентябрю поднялась до 20-го места в рейтинге, высшего в своей одиночной карьере. Со сборной Смайли дошла до полуфинала Кубка Федерации.
В 1988 году Смайли только один раз победила в турнире серии Virginia Slims, но её выступления в этом сезоне включали многочисленные выходы в полуфиналы, в том числе Открытого чемпионата Австралии (со Штеффи Граф) и Олимпийских игр в Сеуле, где они с Венди Тёрнбулл завоевали бронзовые медали. После полуфинала Открытого чемпионата Австралии Смайли поднялась до пятого места в рейтинге теннисисток, выступающих в парном разряде.  В миксте она также выступала успешно, дойдя с Фицджеральдом до полуфинала на Уимблдоне, а затем до четвёртого за карьеру финала на Открытом чемпионате США. 1989 год оказался для неё удачным и включал выход в финал Открытого чемпионата Японии в одиночном разряде и в полуфинал Кубка Федерации со сборной Австралии, а в женских парах — пять выигранных турниров, включая Открытый чемпионат Италии и Открытый чемпионат Германии, ещё столько же выходов в финал и, в конце года, полуфинал итогового турнира сезона — чемпионата Virginia Slims. Большинство успехов этого года были достигнуты с Тёрнбулл или с Дженин Томпсон. В одиночном разряде, опустившись в прошлом сезоне в конец второй сотни в рейтинге, она вернулась в первую сотню после Открытого чемпионата Японии, а затем вторично после успешного выступления на травяных кортах Истборна, где уже в первом круге ей удалось победить 11-ю ракетку мира Наталью Звереву.
1990 год для Смайли ознаменовали успехи во всех трёх разрядах. В миксте она с Фицджеральдом дошла до полуфинала Открытого чемпионата Австралии и до финала на Уимблдоне, а затем победила на Открытом чемпионате США, где её партнёром был ещё один австралиец, Тодд Вудбридж. В финале они победили Наталью Звереву и Джима Пью. В одиночном разряде она дошла до третьего круга Открытого чемпионата Австралии и, второй раз подряд, до финала Открытого чемпионата Японии, после чего вошла в число 50 лучших теннисисток мира. По итогам сезона эти успехи Смайли были отмечены наградой WTA в номинации «Возвращение года». В женских парах Смайли по-прежнему выступала мощно и стабильно, второй раз за карьеру дошла до финала на Уимблдоне и до полуфинала на Открытом чемпионате США, выиграла три менее престижных турнира, а в конце сезона победила с Кэти Джордан на чемпионате Virginia Slims.

### Окончание карьеры: 1991—1997
Начав 1991 год в паре с Джордан, Смайли вскоре сменила партнёршу и в дальнейшем выступала с Николь Провис. Весной она провела вне корта около двух месяцев из-за родов (её дочь Лора родилась в апреле), но вернулась на корт к началу Уимблдонского турнира. За год она выиграла три турнира — один с Джордан и два с Провис, но в турнирах Большого шлема высоких результатов не добивалась. В одиночном разряде она играла неудачно и выбыла из числа ста лучших, но в миксте, снова объединившись с Фицджеральдом, завоевала свой третий титул на турнирах Большого шлема, на этот раз на Уимблдоне, где их соперниками в финале, как и в прошлом году в Нью-Йорке, были Зверева и Пью. С Фицджеральдом она также дошла до полуфинала на Открытом чемпионате Австралии. Первую половину следующего года она пропустила, вернувшись на корт к июню, но до конца сезона так и не обрела прежнюю форму, только по одному разу сумев дойти до финала турниров ITF в одиночном и парном разрядах. В итоге в одиночном разряде она оказалась к концу года в пятой сотне в рейтинге.
В 1993 году Смайли сумела вернуться в хорошую форму. В миксте они с Фицджеральдом вышли сначала в четвертьфинал в Австралии, а затем в полуфинал во Франции. В одиночном разряде выход в четвертьфинал турнира WTA в Осаке, участие в котором она начала с трёх кругов квалификационного отбора, позволил ей на некоторое время вернуться в сотню сильнейших — достижение, которое по итогам года было отмечено второй в её карьере наградой в номинации «Возвращение года». В женских парах она, как обычно, выступала лучше всего, уже в январе выйдя с Пэм Шрайвер в финал Открытого чемпионата Австралии, а позже в полуфинал Уимблдонского турнира. Она также победила со Шрайвер в Сиднее, а с Суковой в Страттоне. Ещё дважды Смайли и Шрайвер доходили до финалов и в итоге приняли участие в очередном чемпионате Virginia Slims, где проиграли в полуфинале. К прочим своим успехам в этом сезоне она добавила второй за карьеру выход со сборной в финал Кубка Федерации, где на этот раз австралийки проиграли испанкам. 1994 год Смайли также провела со Шрайвер. Вместе они выиграли два турнира, трижды дошли до финала и сыграли в полуфинале Открытого чемпионата Австралии и четвертьфинале на Уимблдоне, снова пробившись в итоговый турнир сезона.
В конце 1994 года Смайли объявила об окончании карьеры, но вернулась на корт в 1996 году. Полностью отказавшись от выступлений в одиночном разряде, она играла только в парах. Первым значительным успехом после перерыва стал выход с Линдой Уайлд в полуфинал престижного турнира в Индиан-Уэллс. В дальнейшем они выиграли турнир в Бирмингеме и дошли до полуфинала на Уимблдоне, что в очередной раз обеспечило Смайли участие в финальном турнире года. Следующий сезон стал последним в её игровой карьере: в первой его половине она сыграла только на Открытом чемпионате Австралии и на Уимблдонском турнире, после чего объявила об окончании профессиональных выступлений.

## Участие в финалах турниров Большого шлема за карьеру (13)

### Женский парный разряд (5)

#### Победа (1)
| Год  | Турнир              | Покрытие | Партнёр      | Соперницы в финале              | Счёт в финале |
| ---- | ------------------- | -------- | ------------ | ------------------------------- | ------------- |
| 1985 | Уимблдонский турнир | Трава    | Кэти Джордан | Мартина Навратилова Пэм Шрайвер | 5–7, 6–3, 6–4 |

#### Поражения (4)
| Год  | Турнир                       | Покрытие | Партнёр         | Соперницы в финале               | Счёт в финале |
| ---- | ---------------------------- | -------- | --------------- | -------------------------------- | ------------- |
| 1987 | Уимблдонский турнир          | Трава    | Бетси Нагельсен | Клаудиа Коде-Кильш Гелена Сукова | 5–7, 5–7      |
| 1987 | Открытый чемпионат США       | Хард     | Кэти Джордан    | Мартина Навратилова Пэм Шрайвер  | 7–5, 4–6, 2–6 |
| 1990 | Уимблдонский турнир (2)      | Трава    | Кэти Джордан    | Яна Новотна Гелена Сукова        | 3–6, 4–6      |
| 1993 | Открытый чемпионат Австралии | Хард     | Пэм Шрайвер     | Наталья Зверева Джиджи Фернандес | 4–6, 3–6      |

### Смешанный парный разряд (8)

#### Победы (3)
| Год  | Турнир                     | Покрытие | Партнёр          | Соперники в финале          | Счёт в финале |
| ---- | -------------------------- | -------- | ---------------- | --------------------------- | ------------- |
| 1983 | Открытый чемпионат США     | Хард     | Джон Фицджеральд | Барбара Поттер Ферди Тейган | 3–6, 6–3, 6–4 |
| 1990 | Открытый чемпионат США (2) | Хард     | Тодд Вудбридж    | Наталья Зверева Джим Пью    | 6–4, 6–2      |
| 1991 | Уимблдонский турнир        | Трава    | Джон Фицджеральд | Наталья Зверева Джим Пью    | 7–6, 6–2      |

#### Поражения (5)
| Год  | Турнир                     | Покрытие | Партнёр          | Соперники в финале                  | Счёт в финале |
| ---- | -------------------------- | -------- | ---------------- | ----------------------------------- | ------------- |
| 1984 | Открытый чемпионат США     | Хард     | Джон Фицджеральд | Мануэла Малеева Том Галликсон       | 6–2, 5–7, 4–6 |
| 1985 | Уимблдонский турнир        | Трава    | Джон Фицджеральд | Мартина Навратилова Пол Макнами     | 5–7, 6–4, 2–6 |
| 1985 | Открытый чемпионат США (2) | Хард     | Джон Фицджеральд | Мартина Навратилова Хайнц Гюнтхардт | 3–6, 4–6      |
| 1988 | Открытый чемпионат США (3) | Хард     | Джон Макинрой    | Яна Новотна Джим Пью                | 5–7, 3–6      |
| 1990 | Уимблдонский турнир        | Трава    | Джон Фицджеральд | Зина Гаррисон Рик Лич               | 5–7, 2–6      |

## Участие в финалах итогового чемпионата Virginia Slims в парном разряде (1+0)
Победа (1)
| Год  | Место проведения | Покрытие | Партнёр      | Соперницы в финале                 | Счёт в финале |
| ---- | ---------------- | -------- | ------------ | ---------------------------------- | ------------- |
| 1990 | Нью-Йорк, США    | Ковёр    | Кэти Джордан | Мерседес Пас Аранча Санчес-Викарио | 7–6, 6–4      |

## Участие в финалах Кубка Федерации (0+2)
Поражения (2)
| №  | Год  | Место                        | Команда                                                    | Соперник в финале                      | Счёт в финале |
| -- | ---- | ---------------------------- | ---------------------------------------------------------- | -------------------------------------- | ------------- |
| 1. | 1984 | Сан-Паулу, Бразилия          | Австралия Э. Минтер, Э. Смайли, В. Тёрнбулл                | Чехословакия Г. Мандликова, Г. Сукова  | 1-2           |
| 2. | 1993 | Франкфурт-на-Майне, Германия | Австралия Н. Провис, М. Джаггард-Лэй, Э. Смайли, Р. Стаббс | Испания К. Мартинес, А. Санчес-Викарио | 0-3           |